# Fabrika kotrljajućih ležajeva i kardana FKL
FKL - fabrika kotrljajućih ležajeva i kardanskih vratila locirana u gradu Temerin, Srbija. FKL je jedinstvena fabrika ležajeva i kardana u Srbiji i zemljama bivše Jugoslavije.

## Istorijat
- 18. novembra 1961. godine osnovana je radna organizacija pod nazivom „Metalostrugarska uslužno-proizvođačka zanatska zadruga” - „METALUM”, sa ciljem proizvodnje delova za automobile i traktore, i vršenja svih usluga iz oblasti metalostrugarske delatnosti.
- 3. februara 1965. godine promenjen je naziv u „Fabrika kotrljajućih ležaja Temerin” ili skraćeno „FKL”. Od ovog trenutka, glavni pravac proizvodne aktivnosti fabrike postaje proizvodnja ležajeva. Započinje se aktivan razvoj osnovne delatnosti, uvode se procesi struganja, termičke obrade, brušenja i montaže ležajeva. Takođe, preduzeće se bavi popravkom, održavanjem i ispitivanjem ležajeva.
- 1975. godine fabrika kompletno prelazi na program proizvodnje ležajeva i kardanskih vratila.
- Od 1980. - 1990. godine fabrika se brzo razvija i nabavlja novu, u to vreme, najmoderniju opremu. U ovom periodu, kupuju se šestovretene automatske mašine kao i CNC mašine za struganje i brušenje.
- 1986. godine fabrika se seli na novo proizvodno mesto u industrijskoj zoni Temerin[3], gde su izgrađene dve savremene hale, ukupne površine 25000 m².
- Od 1987. - 1988. godine nabavljena je i puštena u rad specijalizovana linija za termičku obradu prstenova, tzv. - „AICHELIN”.
- 1990. godine FKL se transformiše u akcionarsko društvo.
- 2009. godine fabrika kreće u proces privatizacije.[4]
- 2015. godine je uspešno završen proces privatizacije. Danas je fabrika FKL u 100% privatnom vlasništvu.
- 2017. godine FKL je postao osnovni dobavljač ležajeva za fabriku kombajna OOO „Fabrika kombajna Rostseljmaš“, Rusija.
- 2018. godine dolazi do promene pravne forme: FKL prelazi iz forme akcionarskog društva u formu društva sa ograničenom odgovornošću (DOO).

## FKL danas
FKL je fabrika specijalizovana za proizvodnju ležajeva i ležajnih jedinica za poljoprivredne mašine. Jedna je od retkih fabrika ležajeva koja ima kompletan ciklus proizvodnje uključujući struganje prstenova, termičku obradu, izradu kaveza, brušenje, superfiniš i montažu ležajeva. Fabrika ima oko 700 zaposlenih i 90% proizvoda izvozi na svetsko tržište. Najviše se izvozi u zemlje EU, Rusiju, Ukrajinu, SAD, Novi Zeland, Tursku, Egipat.
U svom proizvodnom programu ima više od 5000 modifikacija ležaja različitih vrsta, namene i karakteristika. Fabrika poseduje sertifikate ISO 9001:2015, ISO 14001:2015, OHSAS 18001:2007.
FKL konstantno razvija nove proizvode, tehnološke procese i sve svoje resurse. U tu svrhu sarađuje sa opštinom Temerin, Privrednom komorom Srbije i srednjom školom „Lukijan Mušicki” u okviru koje obrazuje kadrove za zanimanje „operater mašinske obrade” kroz projekat dualnog obrazovanja. Takođe, u okviru Tempus projekta, sarađuje sa Mašinskim fakultetom iz Beograda, a u saradnji sa profesorima Fakulteta tehničkih nauka iz Novog Sada izdat je i priručnik “Tehnologija obrade i obradni sistemi struganja i brušenja”. 

## Proizvodni program FKL
1) Standardni proizvodni program:
- samopodesivi kuglični ležajevi (Y program);
- radijalni kuglični ležajevi;
- kućišta od sivog i nodularnog liva;
- ležajne jedinice.

2) Specijalni program za primenu u poljoprivredi:
- ležajevi za tanjirače;
- ležajevi za sejačice;
- ležajevi za valjke;
- ležajevi za kombajne;
- potisni ležajevi;
- drugi specijalni ležajevi.

3) Kardanski program:
- poljoprivredne mašine;
- industriju;
- automobile.

## Spoljašnje veze
- Oficijelna web stranica
- Rostseljmaš
- Standardni proizvodni program
- Specijalni program za primenu u poljoprivredi
- Kardanska vratila i delovi kardana